# Immeuble Argos
L'Immeuble Argos (finnois : Argoksen talo) est un immeuble situé au coin des rues Pohjoisesplanadi et Mannerheimintie  à Helsinki en Finlande.
De l'édifice bâti en 1897, il ne reste que la facade Art nouveau car les espaces intérieurs furent  démolis en 1986–1987 pour permettre l'agrandissement du Grand magasin Stockmann.

## Histoire

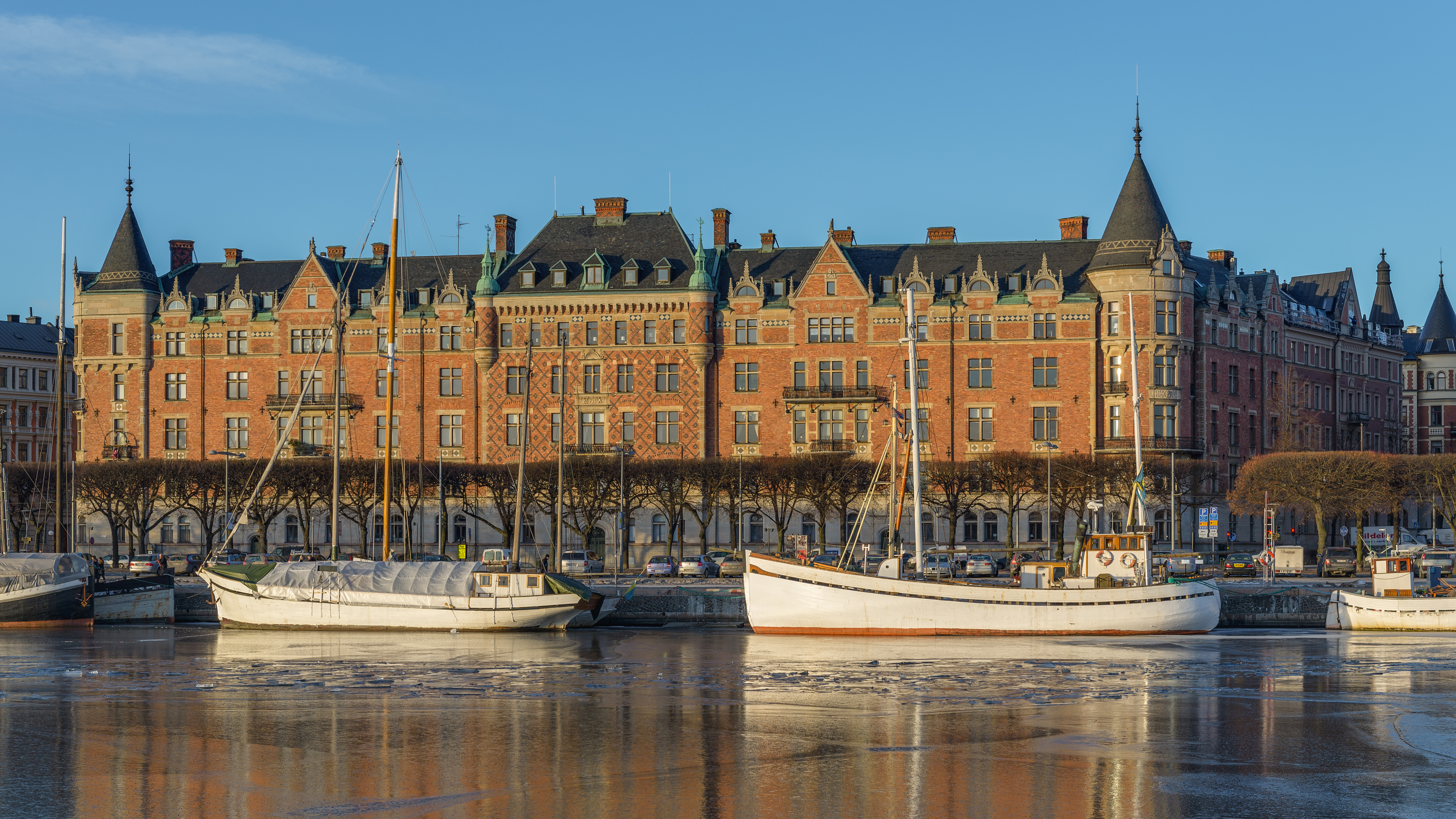
Façade la Maison Bünsowska.

L'immeuble est construit en 1897 pour servir d'habitation.
La façade est conçue par John Settergren qui travaille au cabinet Grahn, Hedman & Wasastjerna.
L'édifice dont la façade fortement décorée de briques et de grès est la première façade art nouveau à Helsinki, et elle est une copie presque conforme de la Maison Bünsowska de Stockholm.
En 1919, Stockmann rachète l'immeuble qui risque pendant plusieurs années d'être démoli pour faire place à l'extension du grand magasin Stockmann sur tout l'îlot urbain.
Toutefois, cette extension du magasin, conçue par Sigurd Frosterus, ne se réalisera pas.
Dans les années 1980, le projet d'extension reprend et le concours d'architecte est remporté par Kristian Gullichsen, Erkki Kairamo et Timo Vormala qui prévoient de restaurer dans son état d'origine la facade art nouveau et de rebâtir entièrement les espaces intérieurs. 
Le nouvel édifice est terminé en 1989.